# 八木橋愛信堂
八木橋愛信堂（やぎはしあいしんどう）は、鳥取県西伯郡境町（現境港市）にかつて存在した店。

## 概要
主人・八木橋辰蔵は明治元年（1868年）鳥取市に生まれ、12歳の時より小間物行商人となり各地を回ること10余年、後境港に居を定めて小間物店を開く。呉服、西洋雑貨、化粧品等の一大店舗を構え当地屈指の大商店となる。
「一畑目薬」は全国至る所にあり、遠く海外までも販路広がっている。
大正元年（1912年）12月『山陰実業名鑑』によれば、八木橋辰蔵「地価額五百九十八円 八十四銭、所得税六十円 八十五銭、営業税六十四円 十三銭」である。